# Das Geheimnis der Alibrandis
Das Geheimnis der Alibrandis (Originaltitel: Looking for Alibrandi) ist ein australisches Filmdrama aus dem Jahr 2000. Regie führte Kate Woods, das Drehbuch schrieb Melina Marchetta anhand des eigenen Romans (deutsch Josy sucht Josy).

## Handlung
Josie Alibrandi steht kurz vor ihrem Schulabschluss und hat ein schwieriges Verhältnis zu ihrer alleinstehenden Mutter Christina. Sie ist ebenfalls mit ihrer italienischstämmigen Großmutter Katia zerstritten, die häufig Josies abwesenden Vater Michael kritisiert. Josies Mitschülerin Carly Bishop schikaniert sie aufgrund ihrer Abstammung und bezeichnet sie als „Bastard“. Daraufhin rastet Josie aus und bricht ihr die Nase mit einem Buch. Josies Vater Michael, der kurz zuvor wieder aufgetaucht ist, hilft ihr, die Angelegenheit zu regeln. Danach freundet er sich mit Josie an und bringt ihr das Autofahren bei.
In der Liebe hat sie zunächst weniger Glück, da John Barton, in den sie verliebt ist, Selbstmord begeht. Josie findet einen neuen Freund, Jacob Coote, will jedoch keinen Sex mit ihm haben.
Großmutter Katia offenbart Josie, dass der wahre Vater Christinas nicht ein Italiener, sondern ein Angelsachse sei. Der Familie zuliebe habe Katia sich aber nicht von ihrem italienischen Mann scheiden lassen. Josie überredet ihre Großmutter, dies auch Christina zu erzählen – die später sagt, sie habe es bereits vermutet.
Der Film endet mit einer Feier, an der unter anderen Josie, Jacob, Christina, Michael und Katia teilnehmen.

## Kritiken
Luke Buckmaster schrieb in In Film Australia vom 20. Mai 2000, der Film zeige ein multikulturelles Australien. Seine zweite Filmhälfte habe ein schlechteres Tempo als die erste, aber das Ergebnis sei insgesamt nicht schlecht („It’s not a bad effort, even if the first half of Looking for Alibrandi demonstrates a good crackling pace and the second, a rather flattened pace“). Die Charaktere seien nicht verflacht dargestellt.
Film-Dienst schrieb, Das Geheimnis der Alibrandis sei ein „sensibel und humorvoll erzählter Film übers Erwachsenwerden“.

## Auszeichnungen
Der Film erhielt im Jahr 2000 fünf Australian Film Institute Awards: Als Bester Film, für das Drehbuch, für die Darstellungen von Pia Miranda und Greta Scacchi sowie für den Schnitt. Er wurde in vier weiteren Kategorien für den gleichen Preis nominiert, darunter für Regie. Toby Oliver wurde 2000 für einen IF Award nominiert.
Melina Marchetta und Greta Scacchi erhielten 2001 den Film Critics Circle of Australia Award. Zu den sechs weiteren Nominierungen für den gleichen Preis gehörten jene für Pia Miranda, Elena Cotta, Anthony LaPaglia und als Bester Film.

## Hintergründe
Der Film wurde in Sydney und in einigen anderen Orten in New South Wales gedreht. Er kam am 4. Mai 2000 in die australischen Kinos, in denen er ca. 8,3 Millionen Australische Dollar einspielte. Der Film wurde auf einigen Filmfestivals gezeigt, darunter am 30. Juni 2002 auf dem britischen Commonwealth Film Festival.